# Velanne
Velanne és un municipi francès situat al departament de la Isèra i a la regió d'Alvèrnia-Roine-Alps. L'any 2007 tenia 470 habitants.

## Demografia

### Població
El 2007 la població de fet de Velanne era de 470 persones. Hi havia 186 famílies de les quals 32 eren unipersonals (16 homes vivint sols i 16 dones vivint soles), 59 parelles sense fills, 71 parelles amb fills i 24 famílies monoparentals amb fills.
La població ha evolucionat segons el següent gràfic:
Habitants censats

### Habitatges
El 2007 hi havia 226 habitatges, 186 eren l'habitatge principal de la família, 23 eren segones residències i 16 estaven desocupats. 208 eren cases i 16 eren apartaments. Dels 186 habitatges principals, 158 estaven ocupats pels seus propietaris, 27 estaven llogats i ocupats pels llogaters i 2 estaven cedits a títol gratuït; 2 tenien una cambra, 3 en tenien dues, 17 en tenien tres, 49 en tenien quatre i 115 en tenien cinc o més. 155 habitatges disposaven pel capbaix d'una plaça de pàrquing. A 65 habitatges hi havia un automòbil i a 110 n'hi havia dos o més.

### Piràmide de població
La piràmide de població per edats i sexe el 2009 era:
| Homes | Edats   | Dones |
| ----- | ------- | ----- |
| 0     | 95 o +  | 0     |
| 0     | 90 a 94 | 4     |
| 0     | 85 a 89 | 8     |
| 0     | 80 a 84 | 0     |
| 8     | 75 a 79 | 0     |
| 12    | 70 a 74 | 12    |
| 0     | 65 a 69 | 8     |
| 12    | 60 a 64 | 0     |
| 4     | 55 a 59 | 16    |
| 16    | 50 a 54 | 12    |
| 12    | 45 a 49 | 28    |
| 36    | 40 a 44 | 20    |
| 8     | 35 a 39 | 32    |
| 12    | 30 a 34 | 8     |
| 20    | 25 a 29 | 0     |
| 4     | 20 a 24 | 8     |
| 28    | 15 a 19 | 12    |
| 24    | 10 a 14 | 16    |
| 8     | 5 a 9   | 12    |
| 12    | 0 a 4   | 8     |

## Economia
El 2007 la població en edat de treballar era de 324 persones, 246 eren actives i 78 eren inactives. De les 246 persones actives 226 estaven ocupades (128 homes i 98 dones) i 21 estaven aturades (10 homes i 11 dones). De les 78 persones inactives 22 estaven jubilades, 23 estaven estudiant i 33 estaven classificades com a «altres inactius».

### Ingressos
El 2009 a Velanne hi havia 190 unitats fiscals que integraven 486,5 persones, la mediana anual d'ingressos fiscals per persona era de 19.138 €.

### Activitats econòmiques
Dels 14 establiments que hi havia el 2007, 2 eren d'empreses de fabricació d'altres productes industrials, 1 d'una empresa de construcció, 2 d'empreses de comerç i reparació d'automòbils, 1 d'una empresa d'hostatgeria i restauració, 1 d'una empresa financera, 2 d'empreses de serveis i 5 d'entitats de l'administració pública.
Dels 3 establiments de servei als particulars que hi havia el 2009, 1 era un taller de reparació d'automòbils i de material agrícola, 1 paleta i 1 restaurant.
L'any 2000 a Velanne hi havia 22 explotacions agrícoles que ocupaven un total de 448 hectàrees.

## Equipaments sanitaris i escolars
El 2009 hi havia una escola elemental.

## Poblacions més properes
El següent diagrama mostra les poblacions més properes.